# Kasino Constanța
Kasino Constanța, historická secesní budova kasina ze začátku 20. století, se nachází na pobřeží Černého moře v centru města Constanța. Stavba je na seznamu kulturních památek Rumunska. Hlavním autorem je Daniel Renard, na stavbě se dále podílel Petre Antonescu. Budova kasina byla opuštěná od roku 2000, kdy naposledy sloužila jako restaurace, Od té doby byla stavba v dezolátním stavu, běžně nepřístupná a čekala na rekonstrukci. Nyní (2021) prochází Kasino rozsáhlou rekonstrukcí, která mu má vrátit původní podobu z roku 1910.

## Historie
První budova kasina postavená roku 1880 stála několik set metrů od místa současného kasina. Budova byla celá dřevěná a zničila ji silná bouřka v roce 1891. Druhé kasino byla postaveno na místě dnešní stavby a otevřeno bylo v roce 1893 a bylo rovněž postaveno ze dřeva. V roce 1903 bylo rozhodnuto postavit moderní budovu kasina. Výstavba začala 1907 a byla dokončena roku 1910. V roce 1911 kasino dostalo hráčskou koncesi. Po otevření čelila stavba silné kritice, kritizován byl jak vzhled budovy tak údajně vysoké náklady na stavbu. Části veřejnosti vadila asymetrie budovy a také se nezamlouval secesní styl. Brzy po otevření se kasino stalo vyhledávaným místem, které přitahovalo návštěvníky až z dalekých zemí. V budově se kromě herny nacházela luxusní restaurace a bar. Pořádaly se zde plesy, promítání a také navzdory špatné akustice i divadelní představení. 
V průběhu první světové války, budova kasina sloužila jako lazaret červeného kříže a při ostřelování přístavu byla zasažena. Po válce byla budova opravena a dál sloužila původnímu účelu. Během druhé světové války se v budově ubytovala německá vojska. Ke konci války byla budova opět poškozena tentokrát vážněji a znovu opravena byla po skončení bojů. V poválečné době byla budova využita jako Palác kultury a později se zde nacházela restaurace.